# Galicea (localidad)
Galicea es una localidad rumana de la comuna homónima, en el condado de Vâlcea.

## Geografía
El lugar se encuentra junto al curso del río Olt.

## Historia
Hacia finales del siglo XIX, la localidad, que por entonces pertenecía al condado de Argeș, formaba parte de la comuna de Galicea-Flâmînda y tenía contabilizada una población de 250 habitantes.
En la segunda mitad del siglo XX la localidad había pasado a formar parte la comuna homónima de Galicea, en el condado de Vâlcea. En el censo de 2021 la localidad tenía una población de 725 habitantes.